# École nationale supérieure d'architecture de La Réunion
 (février 2025).
Motif : Pas de sources secondaires
- Archive Wikiwix
- Bing
- Cairn
- DuckDuckGo
- E. Universalis
- Gallica
- Google
- G. Books
- G. News
- G. Scholar
- Persée
- Qwant
- (zh) Baidu
- (ru) Yandex
- (wd) trouver des œuvres sur Wikidata

| 1. | Préciser le motif de la pose du bandeau. | Précisez le motif de la pose du bandeau en utilisant la syntaxe suivante : {{admissibilité à vérifier\|date=avril 2025\|motif=remplacez ce texte par le motif}}                                                              |
| 2. | Informer les utilisateurs concernés.     | Pensez à avertir le créateur de l'article, par exemple, en insérant le code ci-dessous sur sa page de discussion : {{subst:avertissement admissibilité à vérifier\|École nationale supérieure d'architecture de La Réunion}} |

L’École nationale supérieure d'architecture de La Réunion  (ENSA - La Réunion) est l'une des vingt-et-une écoles nationales supérieures d'architecture (ENSA) françaises. Elle est située à La Réunion.

## Histoire
L’école nationale supérieure d'architecture de Montpellier a créé une antenne à La Réunion en 1988, avec une vingtaine d’étudiants. En septembre 2023, accédant à une demande locale, le ministère de la culture, de concert avec les ministère de l'enseignement supérieur et de la recherche et ministère des Outre-mer, décide d’autonomiser cette branche en en faisant la première ENSA en outre-mer,. Le décret officialisant la création de l’établissement, daté du 30 janvier 2025, paraît au JORF le 1er février, avec entrée en vigueur au 1er mars 2025,. Il place la nouvelle école dans le cadre du décret du 15 février 2018 relatif aux ENSA.

## Campus
L’école doit emménager début 2027 dans un nouveau campus située sur la commune du Le Port (Réunion).

## Études
L’école nationale supérieure d'architecture de Montpellier prépare aux diplômes suivants :
- Diplôme d’études en architecture, conférant le grade de licence : baccalauréat + 3 ans
- Diplôme d’État d’architecte, conférant le grade de master : baccalauréat + 5 ans
- Habilitation à exercer la maîtrise d’œuvre en nom propre (HMONP) : baccalauréat + 6 ans